# Lachixío zapotec
Lachixío zapotec (eget namn: Dialu) är ett zapotekanskt språk som talas i den mexikanska delstaten Oaxaca. Antal talare uppskattas vara 6500. Största delen av talare är de äldre som också talar spanska. Lachixío zapotec anses vara stabil. Dess närmaste släktspråk är El Alto zapotec och språket har inga kända dialekter.
Språket skrivs med latinska alfabetet. Nya testamentet översattes till Lachizío zapotec år 2010.
Räkneord 1-10 på Lachixío zapotec:
| 1    | 2      | 3     | 4    | 5    | 6     | 7    | 8    | 9     | 10    |
| ---- | ------ | ----- | ---- | ---- | ----- | ---- | ---- | ----- | ----- |
| tucu | chiucu | chuna | tacu | ayu’ | xu’cu | achi | xunu | quie’ | chi’i |